# NGC 6504
NGC 6504 је спирална галаксија у сазвежђу Херкул која се налази на NGC листи објеката дубоког неба.
Деклинација објекта је + 33° 12' 31" а ректасцензија 17h 56m 5,6s. Привидна величина (магнитуда) објекта NGC 6504 износи 12,6 а фотографска магнитуда 13,5. NGC 6504 је још познат и под ознакама UGC 11053, MCG 6-39-27, CGCG 199-29, PGC 61129.